# Ehalkivi

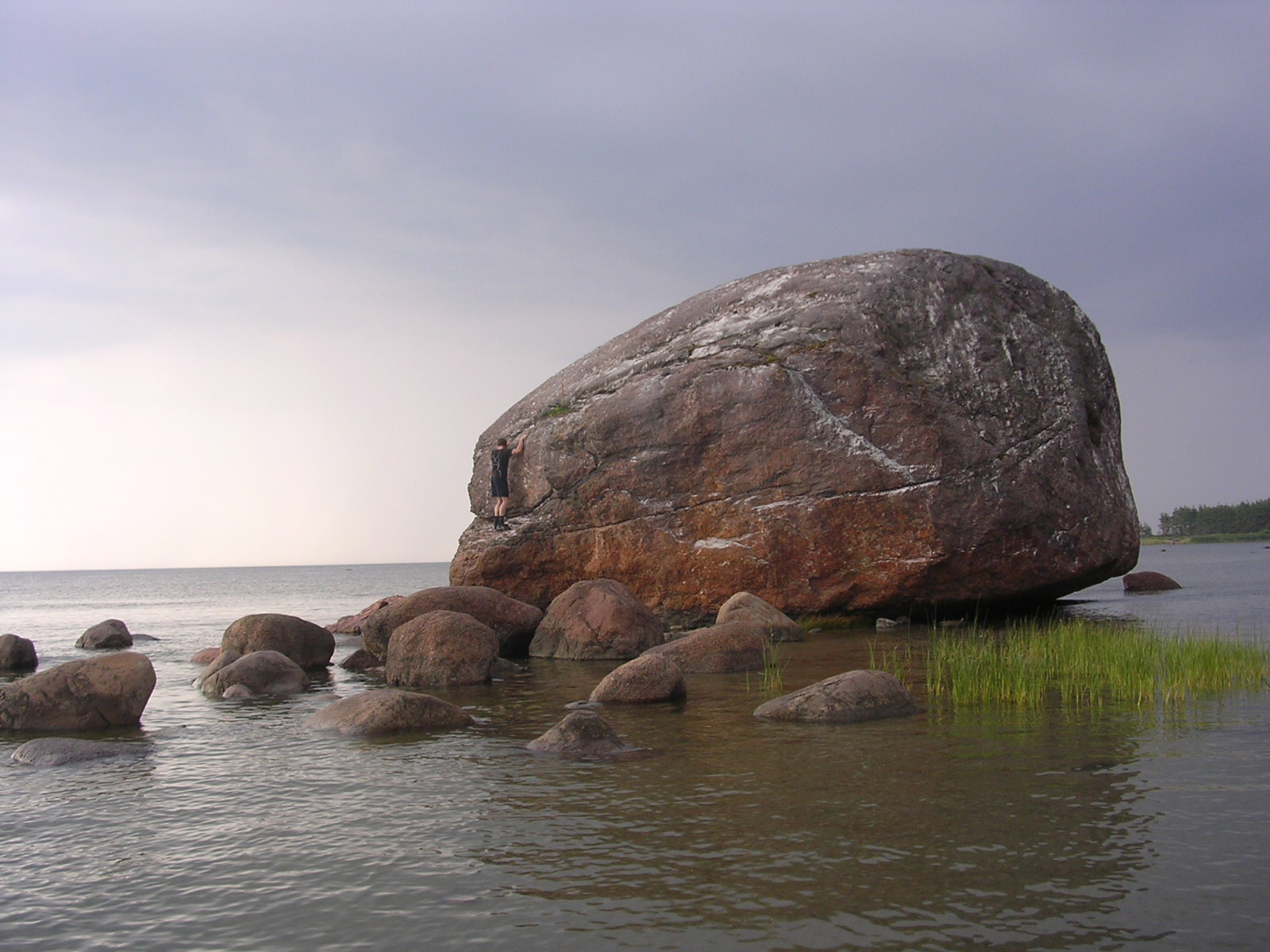
Ehalkivi

Ehalkivi (także Ehakivi, Linnukivi, Veljastekivi) − największy głaz narzutowy Europy. Zbudowany jest z granitu pegmatytowego. Mieści się on nad brzegiem Bałtyku, na półwyspie Letipea w Estonii. Jego nazwa oznacza w języku estońskim blask słońca. W 1937 otrzymał status pomnika przyrody.

## Wymiary[2]
- Wysokość – 7,6 m
- Długość – 16,5 m
- Szerokość – 14,3 m
- Objętość – 930 m³
- Masa – 2500 ton